# منتخب كندا لكرة اليد للسيدات
منتخب كندا لكرة اليد للسيدات هو الممثل الرسمي لكندا في رياضة كرة اليد. شارك في بطولة العالم لكرة اليد للسيدات 4 مرات وكانت المشاركة الأولى في سنة 1978، كان أفضل مركز له فيها هو العاشر. شارك في كرة اليد في الألعاب الأولمبية الصيفية مرة واحدة وكانت المشاركة الأولى له فيها في سنة 1976. شارك في بطولة بان أميركان لكرة اليد للسيدات 8 مرات وكانت المشاركة الأولى في سنة 1986، كان أفضل مركز له فيها هو الأول.